# Parc forestier de Glenariff

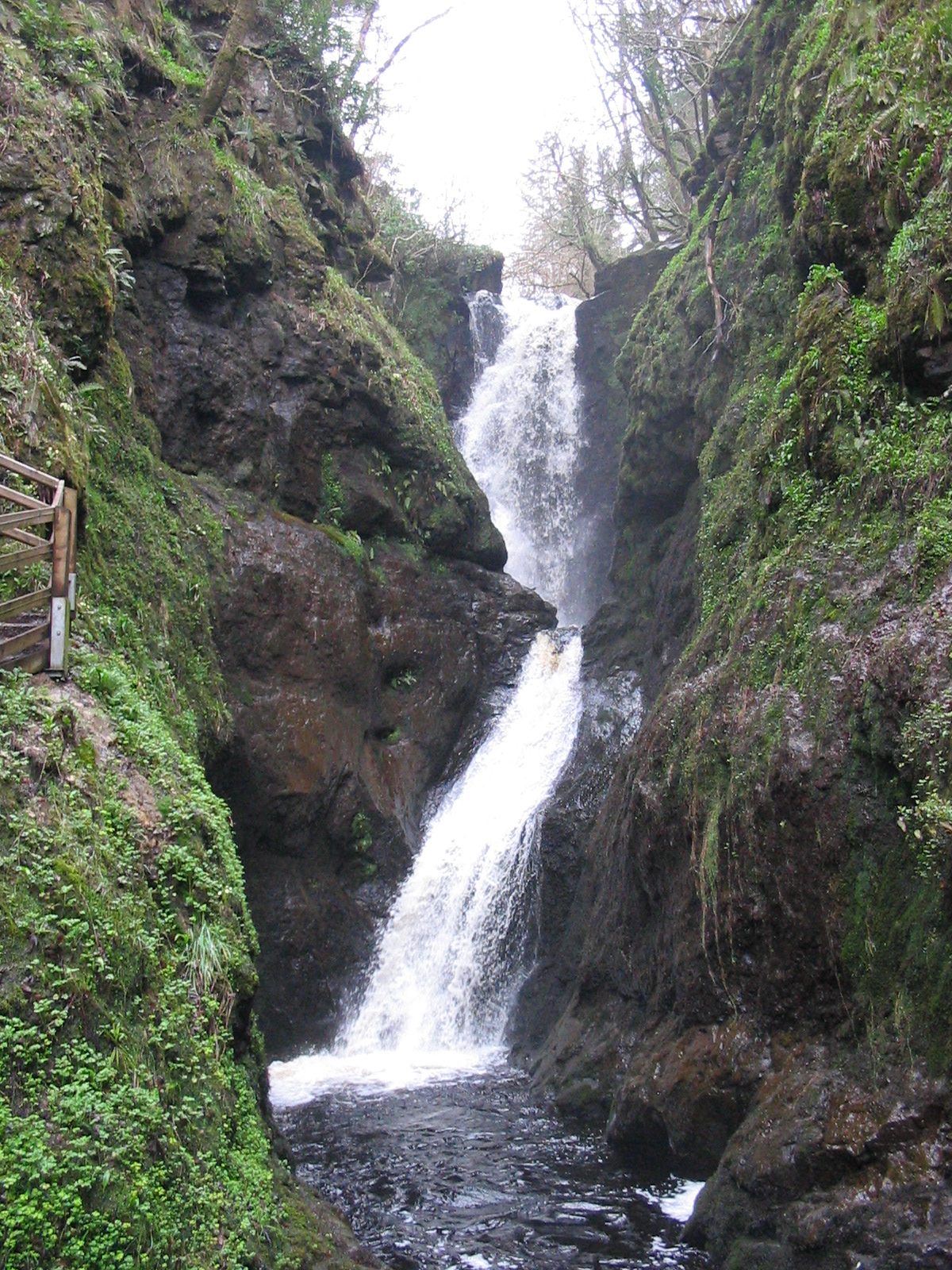
Une des nombreuses chutes d'eau du parc de Glenariff

Le parc forestier de Glenariff (en anglais : Glenariff Forest Park), a une superficie de 1 185 hectares. Il se trouve dans le Comté d'Antrim, en Irlande du Nord. Il fait partie du glen de Glenariff.
Le parc est dirigé par le service forestier d'Irlande du Nord, l'organisme d'État chargé de la sylviculture dans la province. Les objectifs de gestion comprennent la production de bois de construction et le développement des ressources récréatives de la forêt. Il y a un certain nombre de sentiers, les plus populaires étant ceux qui suivent les cours d'eau de l'Inver et de la Glenariff, ainsi que leurs chutes d'eau.
La production de bois est centrée autour de la coupe rase de conifères des plantations d'arbres locales.